# لوكاس آرتز
لوكاس آرتز (بالإنجليزية: LucasArts Entertainment Company)‏ واسمها بالكامل (شركة لوكاس آرتز الترفيهية) ، هي شركة ألعاب فيديو الإلكترونية الترفيهية، وهي شركة تابعة لوالت ديزني والمالك جورج لوكاس، مقرها سان فرانسيسكو.